# 大倉由紀枝
大倉 由紀枝（おおくら ゆきえ、1953年（昭和28年）1月12日 - ）は、日本の声楽家（ソプラノ）、音楽教育者。本姓：岸本。

## 経歴
福島県磐前郡内郷町（現・いわき市）出身。1975年（昭和50年）国立音楽大学声楽科卒業。二期会オペラ研修所22期生（修了時最優秀賞受賞）。1979年（昭和54年）東京芸術大学大学院オペラ科修了。同年イタリア、ミラノに留学。吉田美代子、柴田喜代子、柴田睦陸、ニコラ・ルッチ、リア・グアリーニに師事。
オペラ初主演の記録は1977年（昭和52年）二期会 プッチーニ『蝶々夫人』母である。1980年（昭和55年）帰国後、1981年（昭和56年）藤原歌劇団 ベッリーニ『カプレーティ家とモンテッキ家』ジュリエッタで主役デビュー。プッチーニ『ジャンニ・スキッキ』ラウレッタ、石井歓『袈裟と盛遠』袈裟、モーツアルト『フィガロの結婚』伯爵夫人、『コシ・ファン・トゥッテ』フィオルディリージ、『ドン・ジョバンニ』ドンナ・アンナとドンナ・エルビーラ、『魔笛』パミーナ、オッフェンバック『ホフマン物語』ソプラノ四役、山田耕筰『黒船』お吉、『蝶々夫人』タイトルロール、『シモン・ボッカネグラ』アメーリアなど、主役に抜擢される。特に1998年（平成10年）新国立劇場・二期会共催 リヒャルト・シュトラウス『アラベッラ』タイトル・ロール、2002年（平成14年）二期会創立50周年記念公演『フィガロの結婚』伯爵夫人で評価を高めた。続いて2003年（平成15年）新国立劇場『アラベッラ』タイトルロール、同年二期会＝ケルン市立国立劇場共同制作『ばらの騎士』元帥夫人と、リヒャルト・シュトラウスの大役を務めている。2010年（平成22年）新国立劇場でも池辺晋一郎『鹿鳴館』（世界初演）でも伯爵夫人朝子を演じ、この公演は2014年（平成26年）にも新国立劇場で再演されている。2017年（平成29年）福島市制施行110周年シンボルイベント オペラ 原嘉壽子『乙和の椿』乙和で主演。2019年（令和元年）奇跡の“驚”演!!『フィガロの結婚』ダイジェスト版で伯爵夫人を受け持つなど、活躍を続けている。
コンサートにおいても国内外の著名な指揮者やオーケストラとの共演がきわめて数多く、小澤征爾と新日本フィルハーモニー交響楽団によるコンサートオペラ リヒャルト・シュトラウス『サロメ』、サイトウキネンオーケストラによるマーラー交響曲第2番『復活』、大友直人と神奈川フィルハーモニー管弦楽団 ブラームス『ドイツ・レクイエム』、若杉弘とNHK交響楽団によるオネゲル『火刑台上のジャンヌ・ダルク』聖女マルグリット、ヘルベルト・ブロムシュテットと読売日本交響楽団によるメンデルスゾーン『真夏の夜の夢』、小林研一郎と大阪フィルハーモニー交響楽団によるモーツァルト『レクイエム』、マーラー『復活』、ガリー・ベルティーニと東京都交響楽団によるマーラー『復活』、佐藤功太郎と新星日本交響楽団によるシューベルト『ミサ曲ト長調』、朝比奈隆と新星日本交響楽団によるマーラー『復活』、ヘルムート・ヴィルフと新星日響によるによるブリテン『戦争レクイエム』、ウリエル・セガルと新星日響によるマーラー『復活』、オンドレイ・レナルトと新星日響によるベートーヴェン『ミサ・ソレムニス』、マーラー『復活』、パスカル・ヴェロと新星日響による『第九』、沼尻竜典と新星日響による『第九』、オトマール・マーガと新星日響による『第九』、佐渡裕と新星日響による『第九』、大勝秀也と新星日響による『第九』、大野和士と東京フィルハーモニー交響楽団によるコンサートオペラ ヒンデミット『殺人者、女の望み』、ロリーン・マゼールとバイエルン放送交響楽団による『第九』、小林研一郎と大フィルによるマーラー『復活』、エリアフ・インバルと都響によるマーラー交響曲第8番『千人の交響曲』、若杉弘と都響によるマーラー『千人の交響曲』、円光寺雅彦と名古屋フィルハーモニー交響楽団による『第九』、大友直人と東京シティ･フイルハーモニック管弦楽団とのベートーヴェン『ミサ曲ハ長調』、渡辺暁雄と都響による『第九』、ハマー・ジョルトと日本フィルハーモニー交響楽団とのドボルジャーク『スターバト・マーテル』、樋口隆一とのバッハ『ミサ曲ロ短調』、ペーター・シュライヤー指揮ベートーヴェン『ミサ・ソレムニス』、秋山和慶との『第九』、山下一史とのリヒャルト・シュトラウス『4つの最後の歌』、1989年第5回 - 1995年第11回、1998年第14回、2005年第21回『国技館5000人の第九コンサート』、クシシュトフ・ペンデレツキ指揮N響『第九』などに出演。他にも、ヴェルディ『レクイエム』、ドボルジャーク『レクイエム』など、レパートリーも非常に幅広い。
リサイタルにも数多く出演しており、地方の文化興隆にも貢献している。2002年（平成14年）二期会創立50周年 30日連続演奏会に、バス:岸本力、ピアノ:服部容子とともに出演、リヒャルト・シュトラウスの歌曲とアリアを歌う。2006年（平成18年）大阪府茨木市主催で岸本力＆大倉由紀枝デュオ・リサイタルを開催。2009年（平成21年）福島県いわき市で「真夏のオペラティックコンサート」に出演。2010年（平成22年）福島市で第3回声楽アンサンブルコンテスト全国大会本選出場全団体の演奏終了後「大倉由紀枝コンサート」を開催、日本歌曲とイタリアオペラアリアを歌った。2012年（平成24年）福島県いわき市で「大倉由紀枝と仲間たちコンサート－愛と祈り、歌の翼にのせて－」に出演。2014年（平成26年）福島県郡山市で秋川雅史&大倉由紀枝&N響メンバーコンサートを開催。2015年（平成27年）大阪府茨木市で阪哲朗指揮の「立命館いばらきフューチャープラザ オープニングコンサート - 共創の響き - 」に岸本力とともに出演。同年 東京サントリーホールで「『山田耕筰』と『信時潔』没後50年記念 - 明治、大正、昭和 激動の時代を生きた日本音楽界の2大巨匠特集 - 」に出演。2018年（平成30年）二期会サマーコンサート2018に出演。
音楽教育者としても、コンクールの審査員や後輩の指導にも積極的に携わっており、東京学芸大学、玉川大学非常勤講師などを経て、国立音楽大学・大学院特任教授、玉川大学客員教授。2018年には門下生たちとの「大倉由紀枝と仲間たちコンサートvol.4 - 歌う喜び - 」が開催されている。

## 家族
夫は声楽家（バス）で武蔵野音楽大学講師の岸本力。息子も声楽家（バス）の岸本大。親子3人揃ってのステージもある。

## 主な受賞歴
- 二期会オペラ研修所22期生修了時最優秀賞[5]
- 1978年（昭和53年）[2]第13回民音コンクール第1位[7]

## 主な楽界・社会活動
- 二期会会員（幹事：任期：2022年（令和4年）3月31日まで）[35]
- 公益財団法人東京二期会評議員[5][36][3]
- 二期会オペラ研修所マスタークラス「大倉由紀枝クラス」主宰[10]
- 日本演奏連盟会員[5]
- いわき応援大使[5][37]
- NISSAY OPERA 2018 モーツァルト『コジ・ファン・トゥッテ』オーディション審査員[38]

## 主なディスコグラフィー
- CD マーラー:交響曲第4番 指揮:山田一雄 ソプラノ:大倉由紀枝 神奈川フィルハーモニー管弦楽団 1986年4月22日神奈川県立音楽堂でのライヴ 2017年04月25日 ライヴノーツ[39]
- SACD Hybrid マーラー：交響曲第8番『千人の交響曲』指揮:エリアフ・インバル 東京都交響楽団 ソプラノ:澤畑恵美、大倉由紀枝、半田美和子 メゾソプラノ:竹本節子、手嶋眞佐子 テノール:福井敬 バリトン:河野克典 バス:成田眞 NHK東京児童合唱団 晋友会合唱団 2008年4月29日 ミューザ川崎シンフォニーホールライヴ[40]
- CD16枚組 若杉/都響 マーラー交響曲全集 若杉弘 東京都交響楽団 伊原直子、佐藤しのぶ、勝部太、大倉由紀枝、大橋ゆり、林誠、渡辺美佐子、田代誠 1997/1/25 フォンテック[41]
- CD メンデルスゾーン『真夏の夜の夢』指揮:ペーター・マーク 東京都交響楽団 大倉由紀枝、豊田喜代美 2003年07月23日 デンオン/オイロディスク[39]
- CD 平尾貴四男作品集3『書かれなかったオペラ』足立さつき、福井敬、平尾はるな、澤畑恵美、森島英子、大倉由紀枝、福島明也、宮原昭吾 1998年01月12日 ALM Records[39]
- CD ベートーヴェン:交響曲第9番 山田一雄 新星日本交響楽団 大倉由紀枝、西明美、饗場知昭、大島幾雄 新星日響合唱団 1997/2/21 ポニーキャニオン[41]
- CD ベートーヴェン:交響曲第9番 朝比奈隆 大阪フィルハーモニー交響楽団 大倉由紀枝、藤川賀代子、林誠、木村俊光、大阪フィルハーモニー合唱団 1992/10/21 ビクターエンタテインメント[41][42][43]
- CD2枚組 ブリテン『戦争レクイエム』秋山和慶指揮 東京交響楽団 東京少年少女合唱隊 東響コーラス 大倉由紀枝(S)カーティス・レイヤム(T)福島明也(Br) 1992年6月サントリーホールライヴ 1993/8/11 EMIミュージック・ジャパン[44]
- CD NHK名曲アルバム 1.特選名曲集 - パッヘルベルのカノン -  オムニバス 1999/8/1 ポリドール[41]
- CD NHK名曲アルバム エッセンシャルシリーズ9 白鳥の湖 ロシア(1) オムニバス 2006/10/4 キングレコード[41]
- CD3枚組 NHK名曲アルバム 誰も寝てはならぬ - 世界の愛唱歌 名曲30選 オムニバス 2008/9/10 キングレコード[41]
- DVD NHK名曲アルバム 楽聖たちへの旅『ムソルグスキー ロシアの作曲家たち』2000年07月21日 テイチクエンタテインメント[41]
- DVD NHK名曲アルバム オーストリア編 オムニバス 2002/09/27 ビクターエンタテインメント[41]